# Église Saint-Pierre-Saint-Paul de Villeneuve-le-Roi
L'église Saint-Pierre-Saint-Paul est une église catholique située à Villeneuve-le-Roi dans le Val-de-Marne, en France.

## Localisation
Cette église est bâtie sur l'emplacement d'un sanctuaire datant du Ve siècle et VIe siècle.

## Historique
Elle a subi des destructions à la Révolution. Une restauration a eu lieu au XVIIe siècle. En 1683, Claude Le Peletier, seigneur de Villeneuve-le-Roi, fait reconstruire le chœur, qui sera à nouveau remanié au XVIIIe siècle.
Le chœur et le clocher sont inscrits au titre des monuments historiques par arrêté du 28 janvier 1947.

## Description
Le maître-autel provient du château de Chilly-Mazarin.